# جسر المحبة
جسر المحبة عبارة عن مشروع لبناء جسر يربط مملكة البحرين بشمال قطر. كُشف عنه للمرة الأولى في عام 1999م، صُمم أصلاً للسماح للبواخر التي يبلغ ارتفاعها 40 متراً للمرور من تحت الجسر في خط بحري واسع يبلغ 400 متر، ولكن فقط لتشمل نقلاً مزدوجاً لعبور المركبات البرية، بحيث يمكن التعامل مع تدرجات حادة بدلاً من وصلة السكك الحديد. وقد قُدّر موعد البدء بالعمل فيه عام 2009م  لكن أُعلن أواخر عام 2010م أن المشروع تأجّل.
قامت حُكومتَا الدولتين بعرض طلب للشركات العالمية من أجل التقدم بعطاءات لأعمال الاستشارة وبناء جسر يربطهما. يعتقد أن إنجاز المشروع يتطلب مبلغ 1.5 مليار دولار أمريكي وقام الوَكيل المُساعد في وزارة الأشغال والإسكان البحرينية بتصريح مفاده أنّ البلدين يعملان حالياً على اختيار مُدير المشروع والذي سيكون مسؤولاً عن طرح المناقصات لبناء الجسر.

## تصميم الجسر

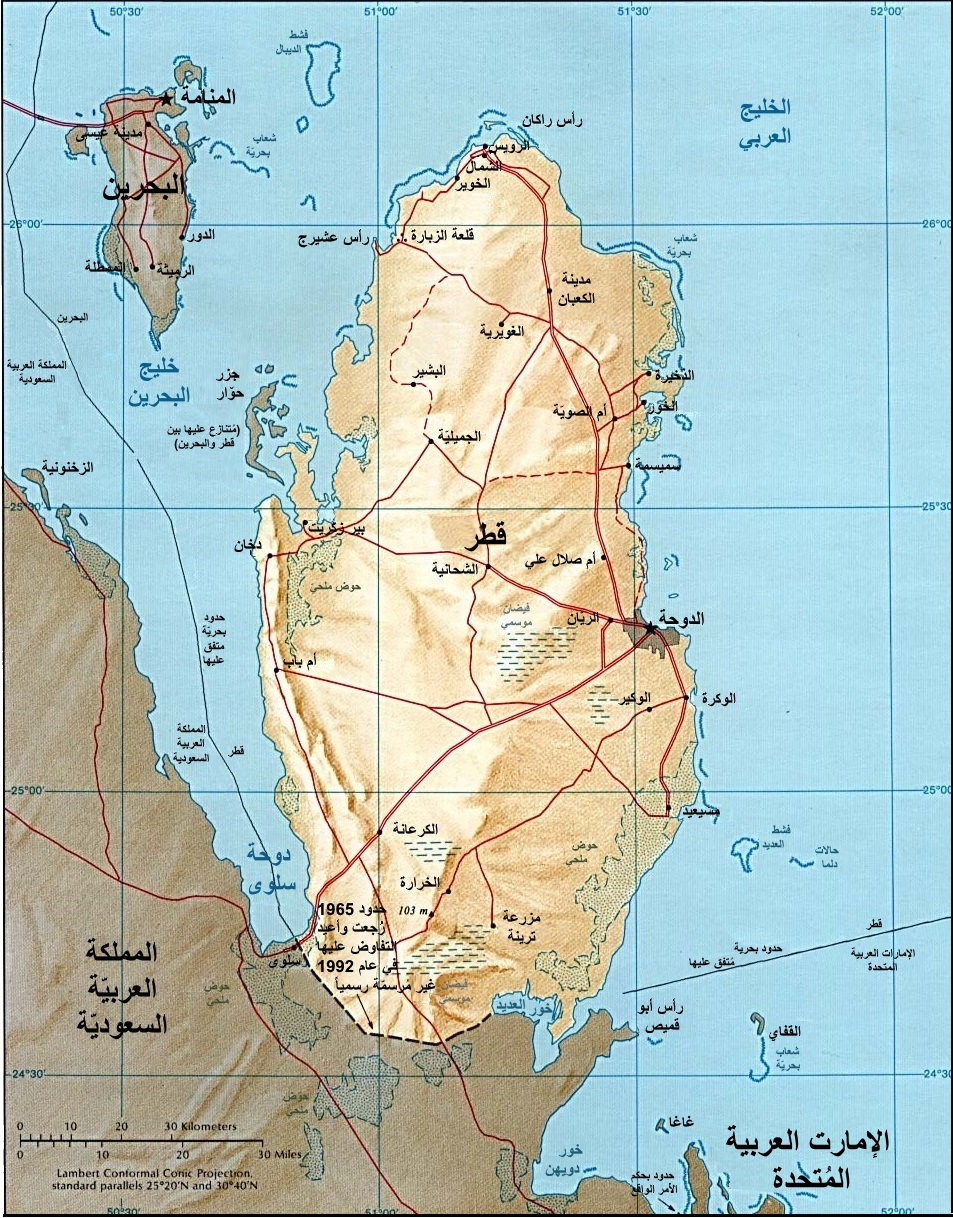

أشار المسؤول البحريني خلف إن شركة «كوي» الدانماركية كانت قد وضعت التصاميم الأولية للجسر الذي سيبلغ طوله نحو 40 كيلومتراً، وسيربط جزيرة البحرين بساحل شبه الجزيرة القطرية الشمالي الغربي. وأضاف المسؤول البحريني أن نحو نصف الجسر سيتكون من جسور فوق مستوى البحر، والباقي سيمتد فوق أراض مستصلحة، وأن المشروع سيستغرق نحو أربع سنوات، وذكر أنّ الدولتين لم تقررا بعد نسبة تقسيم التكلفة بينهما. يذكر أن البحرين تستقطب زواراً عديدين من دول الخليج الأخرى أغلبهم من قطر والسعودية.
ونسبت «ميد» إلى مصدرها القول إنه تقرر إيقاف العمل بالتصميم القديم، على اعتبار أن طريق الجسر صُمٍّم لكي يكون التدرّج فيه بنسبة 3 بالمائة للوصول إلى ارتفاع 40 متراً لتخليص الشحن، غير أن القطارات لا تستطيع أن تتجاوز نسبة 1.2 بالمائة كحد أقصى.
والتعديل المقترح على التصاميم القديمة هو بناء ممرين إضافيين للسكك الحديدية على جانب طريق الجسر وهذا يعني أن مفهوم الأسس يجب أن تكون بطريقة مختلفة تماماً عن مجرد طريق لجسر. حيث سيكون هناك حاجة إلى زيادة طول الجسر بنحو 7 كيلومترات للسماح للقناة البحرية التي تمتد 400 متر.
وقررت مؤسسة جسر البحرين وقطر، التي تضم أعضاء من حكومتَي البلدين، في شهر نوفمبر 2008، إضافة خط سكة حديدية ليربط مشروع نظام قطر الوطني للسكك الحديد مع شبكة السكك في دول مجلس التعاون الخليجي المقبلة وتقديم الخدمات للركاب والبضائع.
وذكر مسئول في مجلس إدارة مؤسسة جسر البحرين وقطر في وقت سابق أن تحالف الشركات المسئول عن المشروع الضخم سيقدم الخرائط النهائية بعد مراجعة الدراسات التفصيلية، وأن العمل في بناء الجسر سيبدأ على الأرجح في الربع الأول من العام الجاري.
وأوضح المسئول البحريني أن المرحلة الثالثة من المشروع تتلخص بالاتفاق على الكلفة قبل بدء التنفيذ؛ إذ إن التحالف بقيادة شركة «فينسي» للإنشاءات سيقدم الدراسات الكاملة ومن ضمنها الكلفة الإجمالية لتنفيذ المشروع.

## ملكية المشروع
وقّعت البحرين وقطر مذكرة تفاهم مع تحالف شركات «الديار فينسي»، التي ترسم الخطوط العريضة والمبادئ التمهيدية. وكان اقتصاديون ومصرفيون قد بيَّنوا أن بناء جسر «المحبة» قد تبلغ كلفته نحو أربعة مليارات دولار؛ أي ضعف ما كان متوقعاً عند التفكير في إقامته قبل نحو سنتين، على رغم أنه لم يتم تحديد الكلفة النهائية للجسر الذي من المتوقع له أن ينعش التجارة البينية بين الدولتين، ويزيد من الارتباط والتعاون في المجالات كافة وخصوصاً في نقل البضائع والتنقل.
والجسر المقترح سيكون مملوكاً بالتساوي لحكومتي الدولتين، بعكس ملكية الجسر الذي يربط البحرين بالمملكة العربية السعودية والبالغ طوله 25 كيلومتراً والذي تؤول ملكيته إلى السعودية بحسب الاتفاقية الموقعة بين البلدين. حيث قامت الرياض بتمويل بنائه الذي تكلّف نحو مليار دولار وربط البحرين ببقية دول الخليج العربية.
ويقدر خبراء أن فترة الإنجاز تتراوح ما بين أربع إلى خمس سنوات. كما توقعت دراسات حديثة أن يصل عدد السيارات التي تمر على الجسر بعد إنشائه إلى 4000 سيارة يومياً، لتبلغ 5000 في العام الذي يليه، و 12 ألف مركبة مع حلول العام 2050.

## فوائد المشروع
سيختصر الجسر الجديد الكثير من الطرق، وستكون البحرين محطة هامة، حيث أن الذهاب من مدينة الخبر السعودية إلى قطر، وبالعكس، سيكون أقرب بالذهاب عن طريق جسر الملك فهد مروراً بالبحرين وأخيراً بجسر المحبة، كما إنه سيختصر أيضاً المسافة للقادمين من الإمارات وعمان إلى البحرين، والشرقية والرياض في السعودية.

## التحديثات الأخيرة
في 17 نوفمبر 2023م، استقبل ولي العهد البحريني الأمير سلمان بن حمد آل خليفة رئيس مجلس الوزراء القطري الشيخ محمد بن عبد الرحمن في قصر القضيبية، و تم خلال اللقاء بحث مشروع جسر البحرين-قطر وتوجيه الجهات المعنية بالبلدين لاستكمال الخطط والبدء بتنفيذ المشروع.

## مواضيع ذات صلة
- جسر
- جسر قطر والإمارات